# السيارة العجيبة
السيارة العجيبة (بالإنجليزية: Pole Position) مسلسل رسوم متحركة أمريكي يتكون من 13 حلقة عرض لأول مره في 15 سبتمبر 1984 واستمر عرضه حتى 8 ديسمبر 1984 وتمت دبلجة المسلسل للغة العربية .

## روابط خارجية
- السيارة العجيبة على موقع IMDb (الإنجليزية)
- السيارة العجيبة على موقع كينوبويسك (الروسية)
- السيارة العجيبة على موقع ألو سيني (الفرنسية)
- السيارة العجيبة على موقع قاعدة بيانات الفيلم (الإنجليزية)
- 80scartoons.co.uk